# Brusten himmel
Brusten himmel er en svensk dramafilm fra 1982 skrevet og instrueret af Ingrid Thulin. Filmen forgår i 1940'erne og fokuserer på pigen Erika, der bor sammen med hele sin familie. Forholdene er dog problematiske og hun drømmer om leve et bedre liv i en anden verden. Medvirkende tæller blandt andre Susanna Käll, Thommy Berggren og Margaretha Krook.
Filmen fik premiere den 3. september 1982.

## Medvirkende (i udvalg)
- Susanna Käll som Erika
- Thommy Berggren som Axel, Erikas far
- Agneta Eckemyr som Märta, Erikas mor
- Margaretha Krook som Erikas farmor
- Svea Holst som Erikas mormor
- Fille Lyckow som Erikas moster
- Ernst Günther som Molin